# WORM
WORM ist ein Akronym für „write once read many“ oder „write once read multiple“ (englisch für „schreibe einmal, lies vielfach“). Dies bezeichnet Vorkehrungen in der Informationstechnik, die das Löschen, Überschreiben und Ändern von Daten auf einem Speichermedium dauerhaft ausschließen, um vor Datenverlusten durch menschliche Fehler, Programmfehler und Schadsoftware zu schützen. Die dabei eingesetzten Datenspeicher können fortgesetzt bis zu ihrer Kapazitätsgrenze beschrieben und ansonsten nur gelesen werden.

## Historie und Varianten
Die Bezeichnung WORM wurde vorwiegend in Zusammenhang mit optischen Speichermedien und Bandlaufwerken verwendet. Durch die Weiterentwicklung bezieht sich der Begriff mittlerweile auf alle Speichermedien, die die Informationen nicht änderbar oder löschbar ablegen.
Im weiteren Sinn taucht WORM auch in Zusammenhang mit Archivierungsprogrammen auf, die durch die Art der Formatierung eine Einmalbeschreibbarkeit des angeschlossenen Mediums erreichen.
Nicht unter WORM fallen alle Lösungen des temporären Schreibschutzes oder der Verschlüsselung.
Zu unterscheiden sind im engeren Sinne: Hardware-WORM und systemisches WORM. Während beim ersteren die WORM-Eigenschaft durch physische Veränderungen irreversibel im Speichermedium erzeugt werden, ergibt sich der Löschschutz beim zweiten aus dem Zusammenspiel von Speicherprozessor/Controller und Speichermedium. In der weiteren Fassung kann Software-WORM als dritte Kategorie hinzugefügt werden.

### Hardware-WORM
Von Hardware-WORM (auch: TrueWORM genannt) spricht man, wenn die Write-Once-Eigenschaft physikalisch gegeben ist. Hierbei werden im Inneren des Mediums durch einen Laserstrahl entweder Vertiefungen oder Blasen erzeugt. Diese können zu einem späteren Zeitpunkt nicht wieder verändert werden.
Anders als eine wiederbeschreibbare CD (CD-RW) lässt ein WORM-Datenspeicher wie eine CD-R kein Löschen von Daten zu. Ursprünglich bezog sich die Bezeichnung WORM auf ganz bestimmte Medien und Laufwerke. Diese Medien befinden sich in einer Schutzhülle und waren zunächst mit 14", 12", 8", 5¼" und 3½" Durchmesser verfügbar. Im Jahr 2006 spielen nur noch die Medien mit 5¼" Durchmesser eine Rolle. In elektronischen Archivsystemen kommen seit 2006 zumeist modernere TrueWORM in UDO- oder PDD-Technologie zum Einsatz.
TrueWORM Systeme auf Basis rotierender Medien haben das Problem des geringen Speicherplatzes, so fasst ein aktuelles UDO2-Medium lediglich 60 GB, während Archivierungssysteme mit Software-WORM auch im TB-Bereich verfügbar sind.

### Systemische WORM
Bei der Systemischen WORM wird die einmalige Beschreibbarkeit entweder über die Adressierung oder die Verwaltung durch den internen Prozessor/Controller erreicht.
In Form eines WORM-USB-Sticks wird beispielsweise beim SECUMEM-Speicher die einmalige Beschreibbarkeit durch den internen Controller des USB-Sticks festgelegt.
Auch MO-Laufwerke gibt es mit WORM-Eigenschaften.
Content-Addressed Storage (CAS) ist eine Technik, welche die Write-Once-Eigenschaft softwareseitig herstellt. CAS wird zumeist als dediziertes Festplattensystem vertrieben. Beispiele dafür sind die Centera von EMC, Caringo, Silent Cubes.

### Software-WORM
WORM kann aber auch die reine Softwarefunktionalität in einem Netzwerkspeichersystem sein, wie sie zum Beispiel von iTernity mit iCAS, SER mit SafeLock, NetApp mit SnapLock oder Grau Data GmbH mit FileLock angeboten wird. In dem Fall spricht man von Software-WORM (auch: SoftWORM genannt).
WORM ist auch auf speziellen Magnetbändern (WORM-Tape) mit entsprechenden Laufwerken möglich. Kommen Festplattenlaufwerke zum Einsatz so wird auch oft von WORM-Raid gesprochen.
Eine spezielle Form der WORM-Versiegelung wird von Systemen von FAST LTA eingesetzt. Als Medien dienen hier wie bei SoftWORM handelsübliche Festplatten, die WORM-Funktionalität wird durch einen externen Festplatten-Controller sichergestellt. Dieser Controller verteilt die Daten gleichmäßig auf die angeschlossenen Festplatten und schreibt die Daten rein linear. Befehle zum Löschen oder Überschreiben kennt dieser Controller nicht. Da das spezielle Dateisystem zudem fest im Controller verankert ist, können die Festplatten auch nicht durch den Anschluss an andere Festplatten- bzw. RAID-Controller manipuliert werden.

## Anwendung und Sicherheit
Speicher, wie die CD-R, sind im Zeitalter serverbasierter Speicherung als Datenträger aus der Mode gekommen.
Eine wesentliche Anwendung von WORM-Medien dagegen ist die digitale Archivierung. Diese kommen bei großen Mengen an unveränderbaren Dokumenten und Belegen zum Einsatz. Sie gewinnen zunehmend wieder an Bedeutung, seit der Gesetzgeber die Finanzverwaltung und Compliance-Regelungen digitale Belege in unveränderlich gespeicherter Weise zulässt oder sogar vorschreibt. Hier kommt insbesondere das GDPdU zum Tragen. Aber auch Regelungen wie SOX, Basel II und andere bauen auf die Unveränderbarkeit der gespeicherten Dokumente.
Bei der Verwendung von allen WORM-Systemen ist jedoch zu beachten, dass immer nur eine Gesamtlösung einschließlich einer Dokumentenverwaltung und eines sicheren Betriebes die gesetzlichen Angaben erfüllen kann. Der Einsatz von WORM-Medien allein ist nicht ausreichend. Inhalte und Speicherdaten lassen sich in der Regel leicht vor der Speicherung manipulieren. Abhilfe schafft die Einbindung in gesamthafte Archivierungssysteme und Datenträger mit eigenem Zeitgeber und Verwendungsüberwachung wie z. B. der SECUMEM-Speicher.
Insbesondere bei Software-WORM, aber auch bei systemischen WORM, kann die Unveränderbarkeit nicht vollständig bewiesen werden. Durch Programmierfehler entstandene Sicherheitslücken in Soft- oder Hardware könnten ausgenutzt werden, um den Überschreibschutz zu umgehen.